# Stazione di La Trinité-Victor
La stazione di La Trinité-Victor è una stazione ferroviaria posta sulla linea Nizza-Breglio. Serve il centro abitato di La Trinité.

## Storia
La stazione fu inaugurata il 31 ottobre 1928 dalla Compagnie Paris-Lyon-Méditerranée (PLM).
Chiusa tra il 1943 e il 1944 in conseguenza degli eventi bellici che condussero all'interruzione della linea. La stazione venne riaperta il 20 aprile 1947 con la riattivazione della linea.

## Strutture e impianti
La stazione è composta da un fabbricato viaggiatori e dal solo binario di circolazione.